# 劉邈 (濟北王)
刘邈（？—？），東漢献帝的儿子，生母不详。

## 生平
建安十七年（212年）九月廿一，汉献帝封刘懿为山阳王，刘邈为济北王，劉敦为东海王。